# Friuli Grave Sauvignon superiore
Il Friuli Grave Sauvignon superiore è un vino DOC la cui produzione è consentita nelle province di Pordenone e Udine.

## Caratteristiche organolettiche
- colore: paglierino più o meno intenso.
- odore: caratteristico.
- sapore: fresco, armonico, asciutto.

## Produzione
Provincia, stagione, volume in ettolitri
- nessun dato disponibile